# 1098
Cette page concerne l'année 1098  du calendrier julien. Pour l'année 1098 av. J.-C., voir 1098 av. J.-C.
L'année 1098 est une année commune qui commence un vendredi.

## Événements

### Proche-Orient

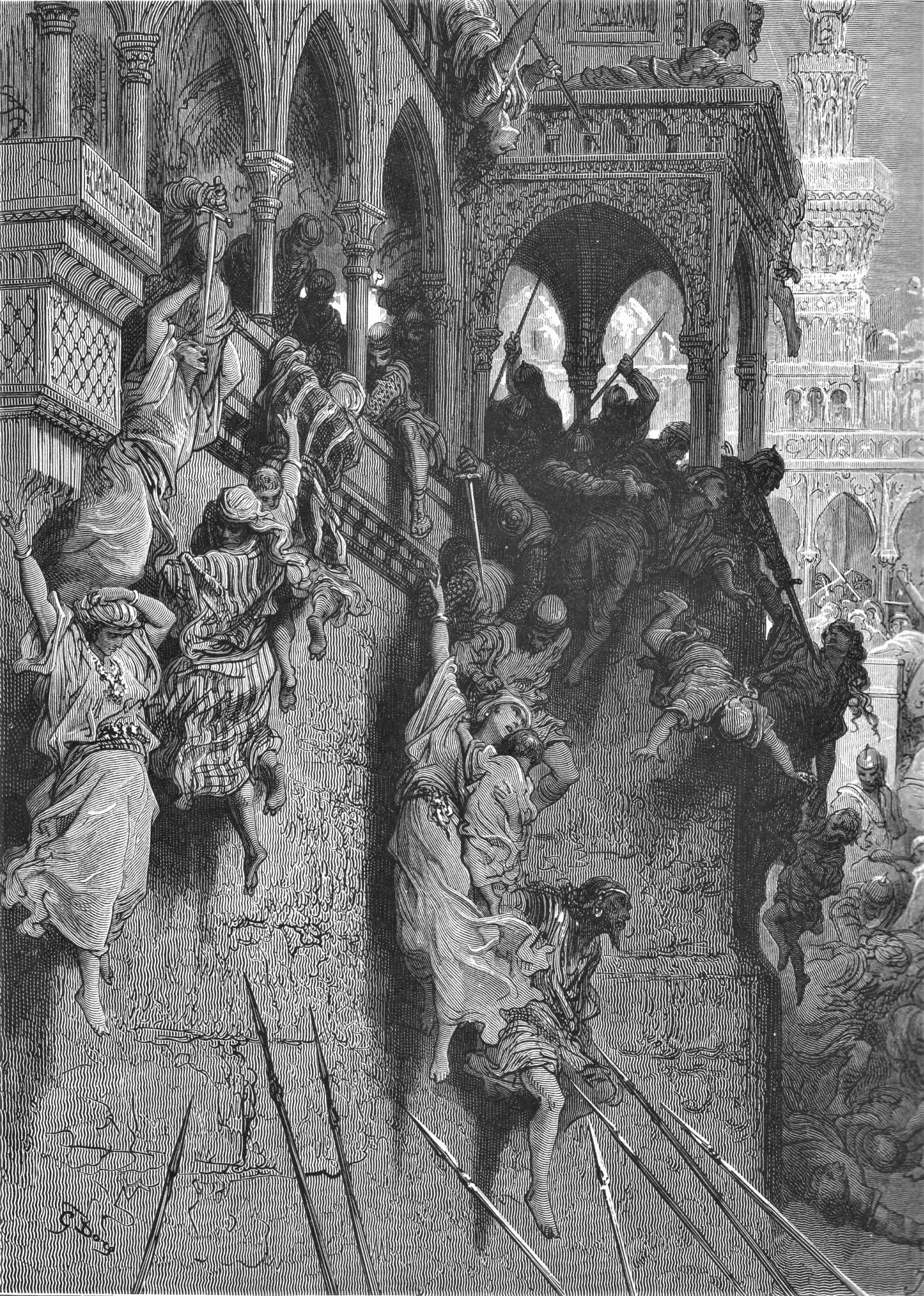
Massacre de la population d'Antioche par les croisés. Gravure de Gustave Doré.

- 9 février : victoire de Bohémond de Tarente sur Ridwan d'Alep près du lac d'Antioche[1].
- Février[2] : le général Tatikios, qui commande le contingent byzantin, quitte le siège d'Antioche. Son départ serait provoqué par Bohémond qui a des visées sur la ville[3].
- 5 - 6 mars : Bohémond de Tarente et Raymond de Saint-Gilles perdent plusieurs centaines de chevaliers aux combats du Port Saint-Syméon[4].
- 7 mars : émeute à Édesse contre le prince arménien Thoros. Son fils adoptif Baudouin du Bourg, frère de Godefroy de Bouillon, s'empare du pouvoir et fonde le comté d'Édesse (fin en 1144)[5].
- 3 juin : prise d'Antioche par Bohémond de Tarente, à la suite d'une trahison[3]. Massacre de la population et sac de la ville.
- 5 juin : les croisés ont à peine pris Antioche qu’ils sont attaqués par une armée turque dirigée par Kerbogha, atabeg de Mossoul, qui arrive trop tard pour aider les assiégés[3].
- 10 juin : plusieurs croisés, dont le comte Étienne de Blois fuient Antioche ; ils rencontrent l'armée de l'empereur Alexis Ier Comnène à Philomelion. apprenant la situation à Antioche, Alexis bat en retraite et dévaste l'Asie Mineure pour empêcher le ravitaillement d'une éventuelle invasion turque[3].
- 28 juin : les croisés repoussent les troupes de Kerbogha[3]. Certains se taillent des fiefs personnels et refusent de pousser plus loin l’expédition (royaume arménien de Cilicie, principauté d’Antioche et comté d’Edesse). Les autres seront transportés en Palestine par les flottes italiennes (1099). Les chefs des croisés se divisent entre les partisans de Bohémond, qui refusent de reconnaître la suzeraineté d’Alexis Comnène, et ceux de Raymond de Saint-Gilles qui envoie une ambassade au basileus pour lui annoncer la prise de la ville et l’inviter à venir en prendre possession, lui demandant de les rejoindre pour marcher sur Jérusalem[3].
- 14 juillet : le prince d'Antioche Bohémond de Tarente, qui agit en souverain, accorde aux Génois des privilèges commerciaux dont un quartier de la ville[3].
- 26 août : les Fatimides prennent Jérusalem aux Seldjoukides[5]. La ville est déclarée ouverte aux pèlerins chrétiens.11 décembre : Massacres de Ma'arrat al-Numan. Atrocités commises par les croisés en Syrie, XIIIe siècle.

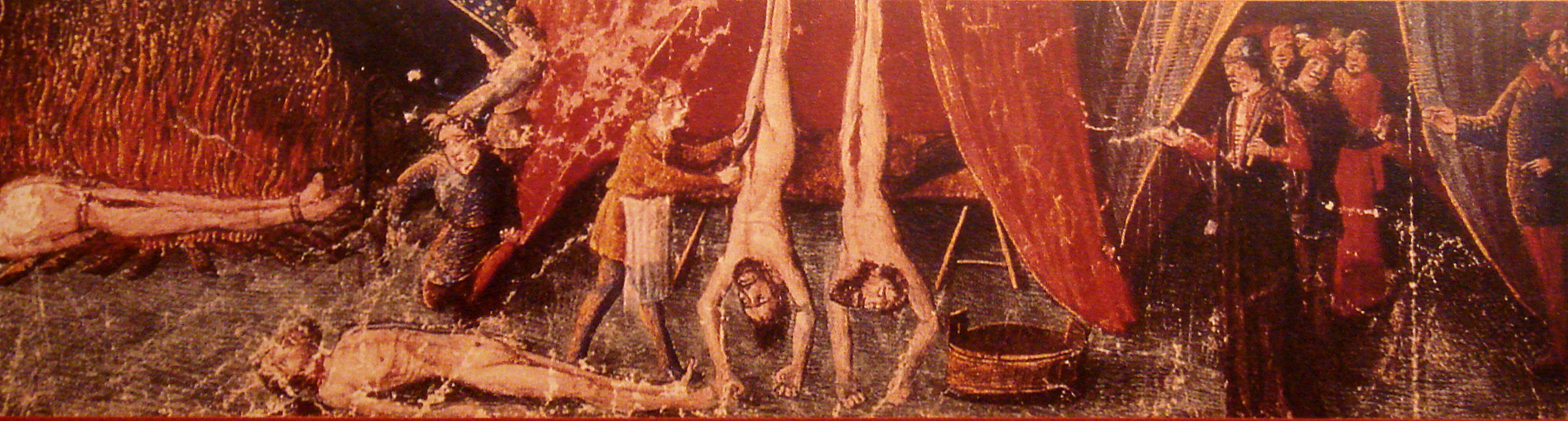
11 décembre : Massacres de Ma'arrat al-Numan. Atrocités commises par les croisés en Syrie, XIIIe siècle.

- 23 novembre : Raymond de Saint-Gilles quitte Antioche[6] pour commencer le siège de Maarat, en Syrie intérieure le 27[7].
- 11 décembre : prise de Maarat[7]. La population est massacrée. Les Francs, de l’aveu du chroniqueur Raoul de Caen, se livrent au cannibalisme. Des bandes fanatisées, les Tafurs, se répandent pendant l’hiver dans les campagnes et dévorent les Sarrasins et les Turcs qu’ils ont fait captifs[8]. Le 13 janvier 1099[7], la ville de Maarat est incendiée après que ses murailles ont été rasées[8].

### Europe
- Février, guerre du Vexin : Élie de la Flèche, comte du Maine, repousse l'attaque du roi Guillaume II d'Angleterre[9].
- 21 mars : fondation de l'abbaye de Cîteaux et des Cisterciens par Robert de Molesme, qui marque un retour à la règle de saint Benoît[10].
- 28 avril : Élie de la Flèche est capturé dans une embuscade par Robert de Bellême et remis à Rouen au roi Guillaume II d'Angleterre, qui le fait emprisonner à Bayeux. Foulque IV d'Anjou, allié du comte du Maine, réagit en occupant Le Mans. En juin, Guillaume le Roux marche sur la ville avec une armée. Un accord est conclu qui laisse Le Mans et les autres villes que Guillaume le Conquérant possédaient reviendraient au duché de Normandie, et que les prisonniers seraient échangés. Élie est libéré, mais Guillaume refuse de le reconnaître comte du Maine[9].
- Mai : Conrad, fils de l'empereur Henri IV  est mis au ban de l'Empire par la diète de Mayence. Henri IV déclare son fils cadet Henri son héritier[11].
- 24 mai : le prince Louis, héritier de Philippe Ier de France, est armé chevalier à Abbeville par Guy de Ponthieu[12]. Cet événement contribue à la diffusion de l'institution chevaleresque. Plus tard il est associé au pouvoir royal par une assemblée de Grands et d’évêques[13].

- 19 juin : Richard II, prince normand de Capoue détrôné par le Lombard Landon IV à la mort de Jourdain d'Aversa, est restauré par son oncle Roger de Sicile[14].
- 5 juillet : le pape Urbain II confie la charge de légat apostolique à Roger Ier de Sicile ainsi qu’à ses successeurs (fin en 1715)[15].
- Octobre : le concile de Bari échoue à réconcilier les Églises d'Orient et d'Occident. Anselme de Cantorbéry prononce son discours de la procession du Saint-Esprit contre les Grecs[16].

- En l'absence de Raymond de Saint-Gilles, Guillaume IX d'Aquitaine occupe Toulouse jusqu'en 1101[17].
- Occupation du château de Sagonte par Rodrigo Díaz de Vivar (ou Le Cid) jusqu'en 1102[18].